# Aeroporto Internacional de Odessa
O Aeroporto Internacional de Odessa (em ucraniano:  Міжнародний аеропорт «Одеса») (IATA: ODS, ICAO: UKOO) é um aeroporto internacional localizado na cidade de Odessa, a terceira maior cidade da Ucrânia. O aeroporto esta localizado a 7 km (4,3 mi) a sudoeste do centro da cidade. Em 2015 movimentou 949,100 mil passageiros, sendo o terceiro mais movimentado da Ucrânia.

## Ligação externa
- «Sítio oficial» (em inglês)